# Bahadurnagarh
Bahadurnagarh fou una de les talukes tributàries d'Oudh, al districte de Kheri. Fou governada per la dinastia Sombasi. Al segle XIX era raja Sayyid Musharraf Ali Khan i el 1881 el va succeir Sayyid Muzaffar Ali Khan, casat amb una filla de la poderosa família de rajes de Nanpara.